# Cersei Lannister
Cersei Lannister er en fiktiv person i den amerikanske forfatter George R. R. Martins fantasyserie A Song of Ice and Fire og i HBOs filmatisering Game of Thrones. I de senere romaner i serien bliver flere kapitler fortalt fra hendes synspunkt.
Karakteren bliver introduceret i Kampen om tronen fra 1996. Cersei er en del af Huset Lannister, der er en af de rigeste og mest magtfulde familier på kontinentet Westeros. Hun optræder efterfølgende i Kongernes kamp (1998) og En storm af sværd (2000). Hun bliver en prominent karakter, hvorfra historien fortælles fra Kragernes rige (2005) og En dans med drager (2011). Karakteren optræder også i den kommende bog Vinterens vinde.
I historien er dronning Cersei gift med kong Robert Baratheon, der regerer over De Syv Kongeriger. Hendes far arrangerede ægteskabet efter et forsøg på at forlove hende med prins Rhaegar Targaryen, hvilket hun havde ønsket, fejlede. Targaryen-dynastiet tabte krigen og hendes far så en mulighed for at få en rolle som politisk rådgiver for den nyligt kronede kong Robert. Lannister-familien er den rigeste i Westeros, og de hjalp ham med at få tronen, hvilket er årsagen til at Robert indgik ægteskabet. Cerseis tvillingebror er Jaime, og de to har en incestiøs affære. Alle Cerseis tre børn er Jaimes, uden kongens vidende, og det forårsager en magtkamp efter hans død, der bliver kendt som "De Fem Kongers krig". Cerseis primære karaktertræk er hendes magtbegær og kærlighed til hendes børn, som hun forsøger at beskytte.
Cersei spilles af den britiske skuespiller Lena Headey i HBO's tv-serie, og hendes portrættering er blevet godt modtaget af kritikerne. Hun er blevet nomineret til fem Emmy Awards for Outstanding Supporting Actress in a Drama Series og en Golden Globe for Best Supporting Actress for sin rolle. Sammen med resten af skuespillerne i serien er Headey blevet nomineret til Screen Actors Guild Awards for Outstanding Performance by an Ensemble in a Drama Series i 2012, 2014, 2015 og 2016. I sæson 5 bliver en ung udgave af Cersei spillet af Nell Williams i et flashback.